# Phillip Ely
Phillip Edward Ely  (* 3. Januar 1993 in Tampa, Florida) ist ein US-amerikanischer American-Football-Trainer und ehemaliger Spieler. Er spielte College Football für die Alabama Crimson Tide und die Toledo Rockets. Derzeit ist er Trainer der Quarterbacks an der McNeese State University.

## Frühe Jahre
Ely besuchte zwischen 2007 und 2010 die Plant High School in Tampa, Florida. In seinem zweiten Jahr führte er sein Team zu einer Staatsmeisterschaft. Als Junior warf er 20 Touchdowns und 1.833 Yards. In seinem letzten Jahr an der Highschool konnte er 64,3 % seiner Pässe für 2. Yards und 27 Touchdowns komplettieren und führte sein Team ins Finale um die Staatsmeisterschaft. Er galt als der fünfzehnbeste Quarterback seines Jahrgangs.

## Karriere

### College

#### Alabama
Am 17. August 2010 wurde bekannt, dass Ely in der Saison 2011 für die Alabama Crimson Tide der University of Alabama spielen würde. Experten wurden von dieser Entscheidung überrascht, da zuvor die Clemson University, die University of Mississippi, die Louisiana State University oder die Wake Forest University als Elys Favoriten galten, welcher sich selbst aber über seine Entscheidung bedeckt hielt. 2012 spielte er in sechs Spielen, wo er 3 von 4 Pässen für 42 Yards und einem Touchdown an seine Mitspieler brachte.
In beiden Jahren gewann er mit den Crimson Tides die nationale Meisterschaft.

#### Toledo
Zur Saison 2013 wechselte Ely zur University of Toledo. Aufgrund des Wechsels durfte er in dieser Saison nicht spielen. Zur Saison 2014 wurde er vom Head Coach, Matt Campbell, zum Starting-Quarterback der Toledo Rockets ernannt. In seinem Rockets-Debüt gegen die New Hampshire Wildcats konnte er vier Touchdowns werfen und 24 seiner 34 Pässe kamen an. Am zweiten Spieltag konnte er im Spiel gegen die Missouri Tigers die Hälfte seiner 34 Pässe für 204 Yards Raumgewinn komplettieren, bevor er sich gegen Ende des dritten Viertels einen Kreuzbandriss zuzog, der die Saison für ihn beendete. Im selben Jahr machte er seinen Bachelor in Management. Zur Saison 2015 war Ely wieder fit und konnte 226 von 403 Pässen anbringen und 2965 Yards sowie für 23 Touchdowns passen. Nachdem die Rockets trotz einer Bilanz von 10 Siegen und zwei Niederlagen die Divisionmeisterschaft verpassten, nahmen sie am Boca Raton Bowl teil, wo Ely zum Offensive MVP gewählt wurde. Um seinen MBA zu machen, wollte Ely noch ein weiteres Jahr College Football spielen, bekam aber von der NCAA keine Spielberechtigung dafür.

### NFL
Am 14. April 2016 nahm Ely an einem Probetraining der Tampa Bay Buccaneers teil. Nachdem er im NFL Draft 2016 nicht ausgewählt wurde, luden ihn die Buccaneers zu einem Rookie Mini-Camp ein.

### Rückkehr zum College
Am 5. August 2016 gaben die Iowa State Cyclones bekannt, dass sie Ely als Graduate Assistant für die Defense verpflichtet haben. Dort arbeitet er unter Cyclones-Head-Coach Matt Campbell, der zuvor der Head Coach Elys bei den Rockets war. Im folgenden Jahr wurde Ely Trainer der Quarterbacks und Passing Game Coordinator bei den Tiffin Dragons der Tiffin University. 2019 wechselte er an die Western Carolina University, ehe er 2021 Offensive Coordinator und Quarterback-Trainer an der Valdosta State University wurde. 2022 wurde er Quarterback-Trainer an der McNeese State University.